# Michelle Gordon

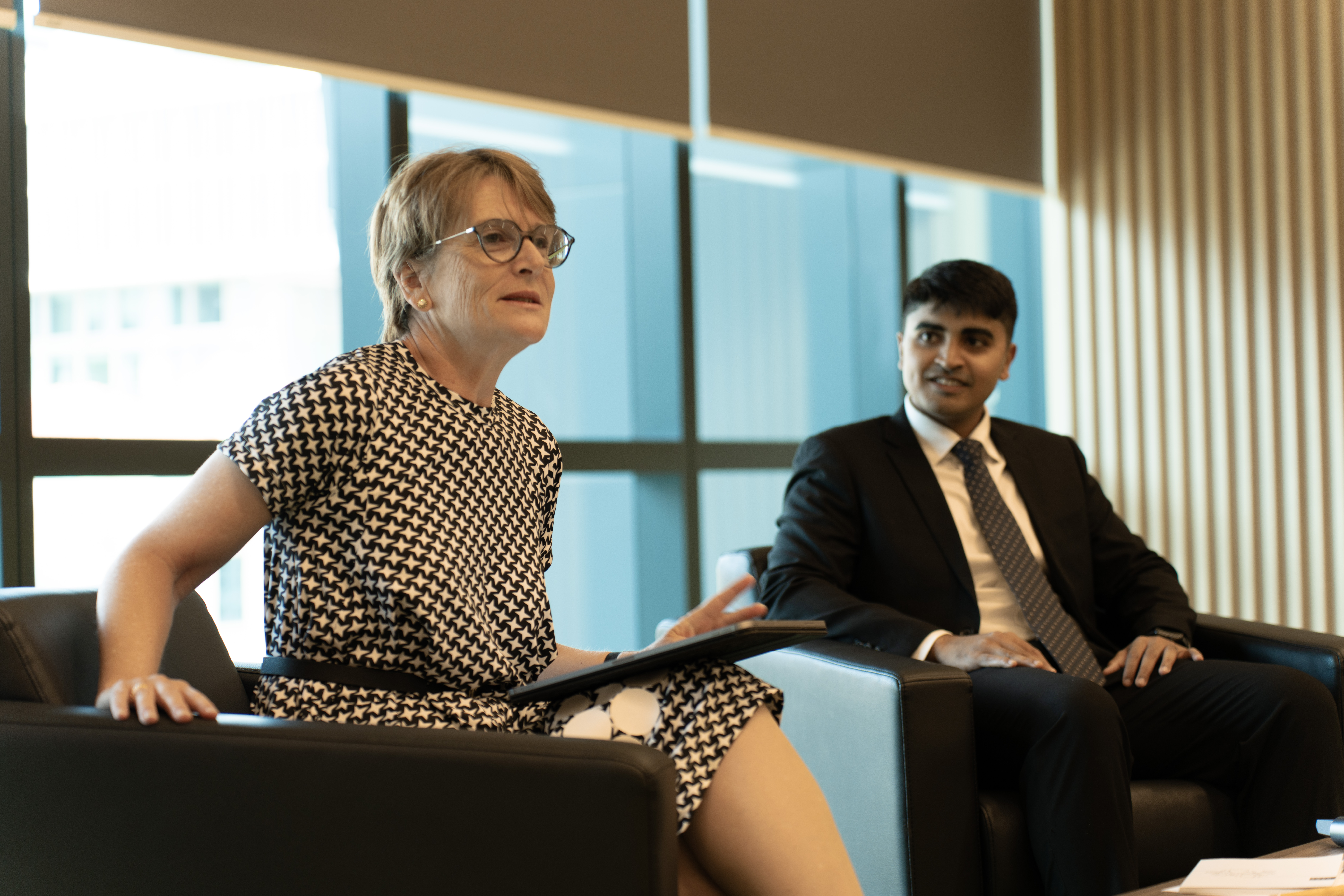
Michelle Gordon (2024)

Michelle Marjorie Gordon (* 19. November 1964 in Perth) ist eine australische Juristin. Seit 2015 ist sie Richterin am High Court of Australia.

## Leben und Wirken
Gordon studierte Rechtswissenschaften an der University of Western Australia und erwarb dort den Titel Bachelor of Laws. Anschließend war sie ab 1987 als Solicitor in Western Australia, ab 1992 auch als Barrister in Victoria tätig. Dort war sie vor allem auf Wirtschafts- und Steuerprozesse spezialisiert und stieg 2003 zur Kronanwältin auf. Am 20. April 2007 wurde sie zur Richterin am Federal Court of Australia ernannt. Zusammen mit anderen Richterin führte sie dort das sogenannte „Rocket Docket“ ein, ein Schnellverfahren zur Schonung der Justizressourcen, das so erfolgreich war, dass es bald australienweit eingeführt wurde. Am 9. Juni 2015 stieg sie als erst fünfte Frau in der Geschichte Australiens zur Richterin am High Court of Australia auf. Ihre Amtszeit wird planmäßig am 19. November 2034, ihrem 70. Geburtstag, enden. 2015 wurde sie zum Professorial Fellow an der Law School der Universität Melbourne ernannt. In ihrer Funktion als Richterin am High Court setzt sie sich unter anderem für die Förderung von indigenen Anwälten und Anwältinnen ein. 2019 wurde sie als Companion in den Order of Australia aufgenommen.
Gordon ist mit dem ehemaligen Richter am High Court of Australia Kenneth Hayne verheiratet, dessen Nachfolgerin sie am High Court wurde.